# مسعد الحمد
مسعد الحمد (انگلیسی: Mesaad Al-Hamad؛ زادهٔ ۱۱ فوریهٔ ۱۹۸۶) یک بازیکن فوتبال اهل قطر است.

## باشگاهی
از باشگاه‌هایی که در آن بازی کرده‌است می‌توان به السد، الاهلی قطر، ام صلال، الوکره اشاره کرد.

## تیم ملی
وی همچنین در تیم ملی فوتبال قطر بازی کرده‌است.